# Бодоминъярви
Бо́доминъярви (фин. Bodominjärvi), или Бо́дом (швед. Bodom träsk) — озеро в Финляндии, расположено в городе Эспоо, в 22 км от Хельсинки. Длина озера составляет приблизительно 3 км, ширина — около 1 км. Озеро и местность поблизости пользуется популярностью у отдыхающих.
Озеро находится на границе Старого Эспоо (фин. Vanha-Espoo) и Северного Эспоо (фин. Pohjois-Espoo).

## История
Ночью 4 июня 1960 года на этом озере произошло убийство. Четверо подростков отправились на озеро, трое из них были убиты ножом, четвёртый был ранен, но выжил. Убийца так и не найден.
На событиях этого убийства основан финский фильм ужасов «Озеро Бодом», вышедший в 2016 году. Финская мелодик-дэт-метал группа «Children of Bodom», образованная в 1993 году, взяла себе название в память об этом убийстве. Также участников группы иногда можно было встретить отдыхающими на территории озера.